# Action du 13 novembre 1943
Théâtre d'Asie du Sud-Est de la Guerre du Pacifique
Batailles
- Action du 27 février 1941
- Action du 8 mai 1941
- Bataille entre le Sydney et le Kormoran
- Raids japonais de 1942
- Occupation japonaise des îles Andaman
- (Massacre de Homfreyganj)
- Bataille de l'île Christmas
- Raid sur Ceylan (Raid du dimanche de Pâques)
- Mutinerie des îles Cocos
- Bataille de Madagascar
- Ralliement de La Réunion
- Opération Creek
- Groupe Monsun
- Action du 13 novembre 1943
- Action du 11 janvier 1944
- Action du 14 février 1944
- Raid japonais de 1944
- Action du 17 juillet 1944

- 1940
- 1941
- 1942
- 1943
- 1944
- 1945

L'action du 13 novembre 1943 est un engagement sous-marin dans l'océan Indien, pendant la Seconde Guerre mondiale. Cet engagement a entraîné la destruction du sous-marin I-34 de Type B1 de la marine impériale japonaise Kaidai Junsen dans le détroit de Malacca par le sous-marin de la Royal Navy HMS Taurus. L'I-34 était sur une mission Yanagi, un convoi sous-marin convoyant secrètement des marchandises entre le Japon et son allié allemand.

## Contexte
Le sous-marin japonais I-34 sous le commandement d'Irie Tatsushi, a quitté Kure sur la première étape d'une mission Yanagi en France occupée par les nazis. À l'époque, il était le troisième sous-marin japonais à entreprendre une telle mission. Les briseurs de code britanniques de la Hut 7 à Bletchley Park ont intercepté et déchiffré le trafic radio transmis en code diplomatique concernant la mission de l'I-34 entre Tokyo et Berlin. Le message a ensuite été relayé au sous-marin opérant dans la zone : le HMS Taurus, sous le commandement du capitaine de corvette Mervyn Wingfield, opérant depuis une base à Ceylan.
Le matin du 11 novembre, le I-34 quitte Seletar (en) pour Penang. Avant que le sous-marin n'entre dans l'Atlantique Sud, la Kriegsmarine a prévu de le ravitailler dans l'océan Indien à partir d'un navire auxiliaire. Quand il est parti, l'I-34 transporte une cargaison d'étain, de tungstène, de caoutchouc brut et d'opium.

## Action
Le matin du 13 novembre 1943, à 48 km au large de Penang, l'officier de quart du HMS Taurus aperçoit malgré une rafale de pluie le grand sous-marin I-34 naviguant en surface à quatorze nœuds. Le commandant Wingfield tire une série de six torpilles, dont une frappe le côté tribord de l'I-34 juste en dessous de sa tourelle de commandement. Il coule rapidement, avec 84 membres de son équipage. Seulement quatorze survivants réussissent à s'échapper de l'épave et sont sauvés par une jonque malaise.
Le lendemain matin, le chasseur de sous-marin japonais CH-20 de Penang attaque le HMS Taurus. En raison des eaux peu profondes de la région, lorsque le Taurus tente d'échapper à l'attaque en plongeant, l'arc du Taurus se coince dans le fond marin mou et boueux. Heureusement, les explosions d'une série de charges profondes larguées sur le Taurus le secoue. Le Taurus revient à la profondeur périscopique, fait surface et engage le CH-20 avec son canon de pont, endommageant gravement le chasseur de sous-marin. Treize membres d'équipage sont tués, dont le capitaine, et dix-sept autres blessés ; avant que toute autre action ne puisse suivre, un avion japonais aperçoit le Taurus et le force à effectuer une plongée d'urgence, ce qui met en danger le sous-marin qui avait pris près d'une tonne d'eau précédemment. Pourtant, il peut s'échapper avec seulement des dégâts mineurs et réussit à revenir à sa base à Ceylan.

## Conséquence
I-34 a été le premier sous-marin japonais à être coulé par un sous-marin de la Royal Navy.
À la suite de cette perte, la marine impériale japonaise a détourné de Penang tous les sous-marins à destination de l'Europe.